# کامی کرافورد
کامی کرافورد (متولد ۲۵ اکتبر ۱۹۹۲) بازیگر، مجری تلویزیون، مدل و ملکه زیبایی است. او به نمایندگی از مریلند برنده ملکه زیبایی نوجوان ایالات متحده آمریکا ۲۰۱۰ شد.

## زندگی‌نامه
کراوفورد برنده بورس تحصیلی، سفر و لباس‌های ۱۰۰٬۰۰۰ دلاری شد و یک آپارتمان نیویورک را با یکی دیگر از صاحبان سهام دونالد تامپف - خیمنا ناوارته، دوشیزه جهان ۲۰۱۰ و ریما فقیه، ملکه زیبایی ایالات متحده آمریکا ۲۰۱۰ - برای یک سال به اشتراک گذاشت.
کمی کراوفورد در اول نوامبر ۲۰۰۹ عنوان "Miss Miss Maryland Teen USA 2010" را برنده کرد و در اولین بازی خود رقابت کرد. کراوفورد ۵ ماه تمرین را برای برگزاری مراسم خاکسپاری خانم مریلند نوجوانان آمریکا انجام داد و تصمیم گرفت پس از صحبت با دوستش وارد شود. "من تصمیم گرفتم که پس از یک دوستی که دو سال قبل از من رقابت داشت، وارد منزل خانم مریلند نوجوان ایالات متحده شدم، به من تشویق شدم که شرکت کنم. او فکر کرد من موفق خواهم شد و از آن لذت ببرم. بعد از برنده شدن در انتخابات دولت، برنده دولت است او گفت: "در رقابت ملی، خانم نوجوان ایالات متحده آمریکا،" او گفت. او همچنین جایزه خانم Photogenic را برنده شد. او توسط LauRen Merola, Miss پنسیلوانیا ایالات متحده آمریکا سال ۲۰۰۸ آموزش دیده بود.
در ۲۴ ژوئیه ۲۰۱۰، کراوفورد مریلند را در نمایشگاه Miss Teen USA 2010 معرفی کرد، جایی که او اولین نفری بود که از مریلند برای ساختن عنوانش ساخته شد. شرکت کنندگان در مسابقه "Miss Teen USA 2010" از ۵۰ ایالت و کلمبیا در سه دسته مسابقه: لباس شنا، لباس شب و مصاحبه در حین رقابت شرکت کردند. این نمایش توسط میزبان "NBC Entertainment Buzz"، استال گلدمن و دوشیزه آمریکا ۲۰۰۸، Crystle Stewart و پخش آنلاین زنده به عنوان مخاطب در سراسر جهان در www.missteenusa.com و در www.seventeen.com شرکت کردند. [۷] هیئت داوران شامل: چاک لابلا، تولیدکننده نامزد امی همراه با نمایشهایی از قبیل "شاگرد مشهور" و "آخرین ایستاده کمیک"؛ فرد نلسون، رئیس‌جمهور انتخاب مردم و نظارت بر جوایز انتخاب مردم؛ میشل مالکوم، رئیس میشل مالکوم و همکاران و تولیدکننده جشنواره زیبایی خانم باهاما؛ چت بوچانان، شخصیت رادیو و تلویزیون، خالق و میزبان نمایشگاه رادیویی با درجه بالا لاس وگاس "چت بوچانان و باغ وحش صبح"؛ هدر کرزنر، سفیر Kerzner International؛ و ایوا چن، مدیر زیبایی و بهداشت، نوجوان وگ
در اکتبر سال ۲۰۱۶، کراوفورد می‌گوید که در حالی که در حال پخش است، او هشدار داد که صاحب برگزاری "آقای [دونالد] Trump دوست سیاه پوست را دوست ندارد، پس از آن را ندارد …" او اظهار داشت، "خوشبختانه برای من - من" نوع "سیاه و سفید او را دوست داشت.

## زندگی شخصی
کراوفورد دختر ویکتور و کارلا کرافورد است و قدیمی‌ترین از پنج دختر، ویکتوریا، کارینتون و دوقلوها، کنادی و کندال است. او از پس زمینه متنوع است که شامل زبانهای جامائیکایی، آلمانی، ایرلندی، کوبایی، هندی و آفریقایی-آمریکایی است. او همچنین به سه زبان مسلط به زبان اسپانیایی و پاتوسی صحبت می‌کند.
کامی از کامپیوتر و فناوری برخوردار است و اعتبار وب سایت‌ها را به عنوان یکی از سرگرمی‌هایش طراحی می‌کند. او همچنین مدل سازی، آرمیتور آرایش و خرید را دارد. هنرمند مورد علاقه کامی بیهونچی است زیرا او «بسیار زیبا و با استعداد و هوشمند تجاری است.»
کراوفورد از دبیرستان وینستون چرچیل در پوتوماک، مریلند در سال ۲۰۱۰ فارغ‌التحصیل شد و جایی که او کاپیتان تیم چارلدینگ ورستی است. قبل از بردن خانم نوجوان ایالات متحده آمریکا، کامی به برنامه پزشکی برای کنفرانس رهبری دانشجویان دانشگاه جورج تاون انتخاب شد. در سپتامبر ۲۰۱۰، کرافورد در کالج نیویورک در کالج نیویورک شرکت کرد، در حالی که برخی از کلاس‌های اصلی را در یک کالج محلی گرفت. او در سال ۲۰۱۵ از دانشگاه Fordham فارغ‌التحصیل شد و امیدوار است که در تلویزیون و میزبانی حرفه‌ای پیگیری کند. کرافورد با مدل JAG در سال ۲۰۱۳ امضا کرد.